# Deltocephalus sapporonis
Deltocephalus sapporonis är en insektsart som beskrevs av Matsumura 1914. Deltocephalus sapporonis ingår i släktet Deltocephalus och familjen dvärgstritar. Inga underarter finns listade i Catalogue of Life.